# Бог зафрендив мене
«Бог зафре́ндив мене́» (також «Бог зі мною потоваришував» тощо, англ. God Friended Me) — американський фентезійно-драмедійний телесеріал, прем'єра якого відбулася 30 вересня 2018 року на телеканалі CBS. 29 січня 2019 року канал CBS продовжив телесеріал на другий сезон. У квітні 2020 року телеканал CBS повідомив про закриття шоу після фіналу другого сезону.

## Сюжет
У серіалі розповідається про життя Майлза Файнера, подкастера і переконаного атеїста, до якого відправив запит на додавання в друзі у Facebook акаунт на ім'я «Бог». Невідомий із цієї обліковки час від часу пропонує нових друзів Майлзу, як правило, людей у його рідному місті Нью-Йорку, яким, як виявляється, потрібна допомога. Спочатку Майлз вирішує дотримуватися цих порад, коли розуміє, що його дії справді допомагають, або навіть рятують запропонованих «френдів». Так, першим став лікар, який утратив пацієнта, був на межі розриву зі своєю дівчиною, та якого Майлз урятував від самогубства. Під час другого такого запиту саме цей лікар випадкового допомагає Майлзу врятувати молоду журналістку Кару Блум, яка стала другом блогера. Разом з Карою та своїм найкращим другом, хакером Ракешем Сігхом, Майлз також намагається з'ясувати, хто стоїть за обліковим записом «Бог». Атеїстичні погляди Майлса іноді не збігаються з переконаннями батька, пастора єпископальної церкви у Гарлемі.

## Використання Facebook
«Бог зафрендив мене» часто використовує Facebook як оповідний пристрій. Слово «зафрендити» в назві серіалу належить до дії подружитися з кимось у соціальних мережах, надаючи цій людині особливі привілеї. Наприклад, в Facebook друзі можуть переглядати і публікувати повідомлення у своїй стрічці, приховані від інших користувачів сайту. В «Бог мене зафрендити» це дозволяє Богу зв'язуватися з Майлзом, тим самим давати йому різного роду підказки. Хоча більша частина доходів Facebook надходить від реклами, творець серіалу Стівен Лілієн повідомив, що їх переговори з Facebook були обмежені обговоренням «як багато ми можемо зобразити».

## Актори та персонажі

### У головних ролях
- Брендон Майкл Голл[10] в ролі Майлза Файнера, скептичного атеїста, який веде подкаст про свій атеїзм. Життя Майлза перебуває в хаосі, коли він зафрендився з Богом на Facebook, який потім посилає йому пропозиції друзів. Пропозиції відправляють Майлза в подорож, щоб змінити життя людей в позитивну сторону.
- Вайолетт Бін в ролі Кари Блум, журналістки, яку одного разу «екаунт Бога» запропонував Майлзу в друзі. Пізніше Кара подружилася з Майлсом і його другом Ракешем Сігхом.
- Сурадж Шарма в ролі Ракеша Сігха, найкращого друга Майлза. Ракеш разом із Майлзом працюють в одній компанії, але практично ніхто не знає, що Ракеш є хакером, здатним обійти майже все.
- Джавісія Леслі в ролі Елі Файнер, сестри Майлза. Елі керує кафе, вона також допомагає Майлзу налагодити стосунки з батьком. Дає поради Майлзу, коли це необхідно. Елі є лесбійкою в серіалі.
- Джо Мортон в ролі преподобного Артура Файнера, батька Майлза й Елі.

## Список епізодів
| Сезон | Епізоди | Епізоди | Оригінальний показ | Оригінальний показ |
| Сезон | Епізоди | Епізоди | Перший показ       | Останній показ     |
| ----- | ------- | ------- | ------------------ | ------------------ |
| 1     | 20      | 20      | 30 вересня 2018    | 14 квітня 2019     |
| 2     | 22      | 22      | 29 вересня 2019    | 26 квітня 2020     |

### Сезон 1 (2018-19)
| № серії (загалом) | № серії (в сезоні) | Назва серії                              | Режисер(и)       | Сценарист(и)                    | Оригінальна дата показу | Код серії | Глядачів U.S. (млн) |
| ----------------- | ------------------ | ---------------------------------------- | ---------------- | ------------------------------- | ----------------------- | --------- | ------------------- |
| 1                 | 1                  | «Pilot»                                  | Marcos Siega     | Steven Lilien & Bryan Wynbrandt | 30 вересня 2018         | T33.01002 | 10.14               |
| 2                 | 2                  | «The Good Samaritan»                     | Marcos Siega     | Steven Lilien & Bryan Wynbrandt | 7 жовтня 2018           | T40.10102 | 8.37                |
| 3                 | 3                  | «Heavenly Taco Truck»                    | Kenneth Fink     | Robert Hull                     | 14 жовтня 2018          | T40.10103 | 7.90                |
| 4                 | 4                  | «Error Code 1.61»                        | Marcos Siega     | Allison Moore                   | 21 жовтня 2018          | T40.10104 | 8.86                |
| 5                 | 5                  | «Unfriended»                             | Erin Feeley      | Safia M. Dirie                  | 28 жовтня 2018          | T40.10105 | 6.94                |
| 6                 | 6                  | «A House Divided»                        | Louis Milito     | Шаблон:StoryTeleplay            | 4 листопада 2018        | T40.10106 | 7.40                |
| 7                 | 7                  | «The Prodigal Son»                       | Marcos Siega     | Carmen Pilar Golden             | 11 листопада 2018       | T40.10107 | 7.87                |
| 8                 | 8                  | «Matthew 621»                            | Holly Dale       | Jessica Granger                 | 18 листопада 2018       | T40.10108 | 7.51                |
| 9                 | 9                  | «King's Gambit»                          | Tricia Brock     | Richard Lowe                    | 25 листопада 2018       | T40.10109 | 8.09                |
| 10                | 10                 | «Coney Island Cyclone»                   | Marcos Siega     | Robert Hull                     | 9 грудня 2018           | T40.10110 | 7.51                |
| 11                | 11                 | «17 Years»                               | Tamra Davis      | Steven Lilien & Bryan Wynbrandt | 16 грудня 2018          | T40.10111 | 8.53                |
| 12                | 12                 | «Ready Player Two»                       | Darren Grant     | Шаблон:StoryTeleplay            | 6 січня 2019            | T40.10112 | 7.16                |
| 13                | 13                 | «Miracle on 123rd Street»                | Marcos Siega     | Andre Edmonds                   | 13 січня 2019           | T40.10113 | 8.25                |
| 14                | 14                 | «The Trouble with the Curve»             | Victor Nelli Jr. | Safia M. Dirie                  | 17 лютого 2019          | T40.10114 | 7.19                |
| 15                | 15                 | «Two Guys, a Girl and a Thai Food Place» | Marcos Siega     | Jessica Ball                    | 3 березня 2019          | T40.10115 | 6.86                |
| 16                | 16                 | «Scenes From an Italian Restaurant»      | Joe Morton       | Шаблон:StoryTeleplay            | 10 березня 2019         | T40.10116 | 6.63                |
| 17                | 17                 | «The Dragon Slayer»                      | Geoff Shotz      | Шаблон:StoryTeleplay            | 17 березня 2019         | T40.10117 | 7.73                |
| 18                | 18                 | «Return to Sender»                       | Joe Morton       | Lydia Teffera & Sam Lifshutz    | 24 березня 2019         | T40.10118 | 7.53                |
| 19                | 19                 | «The Road to Damascus»                   | Kyra Sedgwick    | Robert Hull                     | 31 березня 2019         | T40.10119 | 8.16                |
| 20                | 20                 | «Que Sera Sera»                          | Gregory Smith    | Steven Lilien & Bryan Wynbrandt | 14 квітня 2019          | T40.10120 | 6.92                |

1. ↑  The pilot received an early digital release on August 31, 2018.[11]

### Сезон 2 (2019-20)
| № серії (загалом) | № серії (в сезоні) | Назва серії                   | Режисер(и)                  | Сценарист(и)                    | Оригінальна дата показу | Код серії | Глядачів U.S. (млн) |
| ----------------- | ------------------ | ----------------------------- | --------------------------- | ------------------------------- | ----------------------- | --------- | ------------------- |
| 21                | 1                  | «Joy»                         | Victor Nelli Jr.            | Steven Lilien & Bryan Wynbrandt | 29 вересня 2019         | T40.10201 | 7.13                |
| 22                | 2                  | «The Lady»                    | Darren Grant                | Robert Hull                     | 6 жовтня 2019           | T40.10202 | 6.41                |
| 23                | 3                  | «From Paris with Love»        | Marcos Siega                | Safia M. Dirie                  | 13 жовтня 2019          | T40.10203 | 6.89                |
| 24                | 4                  | «All Those Yesterdays»        | Kellie Cyrus                | Matt Ward                       | 20 жовтня 2019          | T40.10204 | 6.26                |
| 25                | 5                  | «The Greater Good»            | Marcos Siega                | Logan Slakter                   | 27 жовтня 2019          | T40.10205 | 6.21                |
| 26                | 6                  | «The Fighter»                 | Rich Newey                  | Kristi Korzec                   | 3 листопада 2019        | T40.10206 | 6.49                |
| 27                | 7                  | «Instant Karma»               | Marcos Siega                | Steve Harper                    | 10 листопада 2019       | T40.10207 | 6.10                |
| 28                | 8                  | «The Last Grenelle»           | Lionel Coleman              | Carmen Pilar Golden             | 17 листопада 2019       | T40.10208 | 7.15                |
| 29                | 9                  | «Prophet & Loss»              | Barbara Brown               | Robert Hull                     | 24 листопада 2019       | T40.10209 | 5.86                |
| 30                | 10                 | «High Anxiety»                | Charissa Sanjarernsuithikul | Steven Lilien & Bryan Wynbrandt | 8 грудня 2019           | T40.10210 | 6.81                |
| 31                | 11                 | «A New Hope»                  | Marcos Siega                | Safia M. Dirie                  | 5 січня 2020            | T40.10211 | 5.38                |
| 32                | 12                 | «BFF»                         | Annabelle Frost             | Steven Lilien & Bryan Wynbrandt | 12 січня 2020           | T40.10212 | 6.19                |
| 33                | 13                 | «The Princess and the Hacker» | Marcos Siega                | Kristi Korzec                   | 16 лютого 2020          | T40.10213 | 5.42                |
| 34                | 14                 | «Raspberry Pie»               | Joe Morton                  | Logan Slakter                   | 23 лютого 2020          | T40.10214 | 5.95                |
| 35                | 15                 | «The Last Little Thing»       | Marcos Siega                | Robert Hull                     | 1 березня 2020          | T40.10215 | 6.01                |
| 36                | 16                 | «The Atheist Papers»          | Erin Richards               | Jessica Granger                 | 8 березня 2020          | T40.10216 | 5.90                |
| 37                | 17                 | «Harlem Cinema House»         | Marcos Siega                | Pilar Golden & Steve Harper     | 15 березня 2020         | T40.10217 | 5.97                |
| 38                | 18                 | «Almost Famous»               | Gregory Smith               | Joe Webb & Brian Ford Sullivan  | 29 березня 2020         | T40.10218 | 6.24                |
| 39                | 19                 | «The Fugitive»                | Bola Ogun                   | Richard Lowe                    | 12 квітня 2020          | T40.10219 | 5.69                |
| 40                | 20                 | «Collateral Damage»           | Darren Grant                | Lydia Teffera & Sam Lifshutz    | 19 квітня 2020          | T40.10220 | 5.94                |
| 41                | 21                 | «Miracles»                    | Victor Nelli Jr.            | Robert Hull                     | 26 квітня 2020          | T40.10221 | 6.31                |
| 42                | 22                 | «The Mountain»                | Bryan Wynbrandt             | Steven Lilien                   | 26 квітня 2020          | T40.10222 | 6.10                |

## Цікаві факти
- Актор Джо Мортон, який грає роль батька Майлза, у культовому фільмі «Термінатор 2: Судний день» виконував роль його тезки — інженера Майлза Дайсона.
- Акторка Вайолетт Бін також з'являлася в іншому телесеріалі Грега Берланті: вона зіграла епізодичну роль супергероїні Джессі Квік у 2-4 сезонах «Флеш».